# El Chalupas (supervolcán)
 El Chalupas es un caldera en estado activo que se encuentra ubicado entre las provincias de Napo y Cotopaxi, en Ecuador, 80 kilómetros al sur de Quito.

## Toponimia

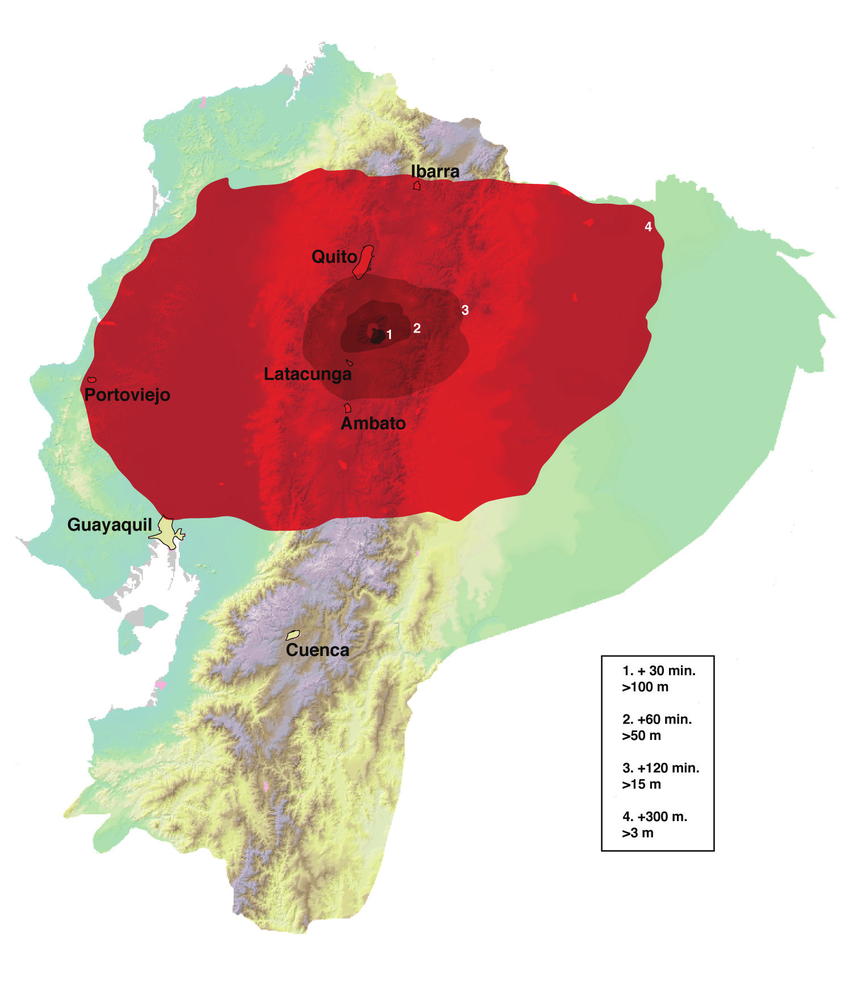
Alcance de una erupción del Chalupas

Este volcán de tipo caldera fue descubierto en 1980 por el geólogo español José Manuel Navarro. Es uno de los más grandes dentro de los Andes del Norte (por esta razón varias personas le han dado el nombre de volcán o Megavolcán). La última gran erupción que produjo la formación de la caldera de Chalupas fue hace cerca de 211 mil años antes del presente.
Esta gran erupción produjo un grueso y destacable depósito de ceniza y pómez conocido como la ignimbrita de Chalupas. Esta capa de ceniza que se preserva hasta el momento tiene una distribución radial a la caldera y aflora a lo largo de la Región Sierra. Particularmente, en la zona de San Felipe (Latacunga) donde se extrae la piedra pómez y ceniza con fines industriales.
La caldera cuenta con un diámetro aproximado de 16 km, medidos en su eje Este-Oeste y se la observa como una depresión elíptica muy notable alrededor del volcán Quilindaña, misma que ha sido rellenada con depósitos volcánicos.

## Riesgo volcánico
Este volcán tuvo su última erupción hace más de 200 mil años, en el tiempo del Pleistoceno, cubriendo un 60% de la extensión del Ecuador. Las autoridades nacionales declararon que «no ven ninguna evidencia de que otra erupción cataclísmica se producirá en el Chalupas en un futuro previsible. Intervalos de recurrencia de estos eventos no son ni regulares ni predecibles»